# Flavio Emilio Scogna

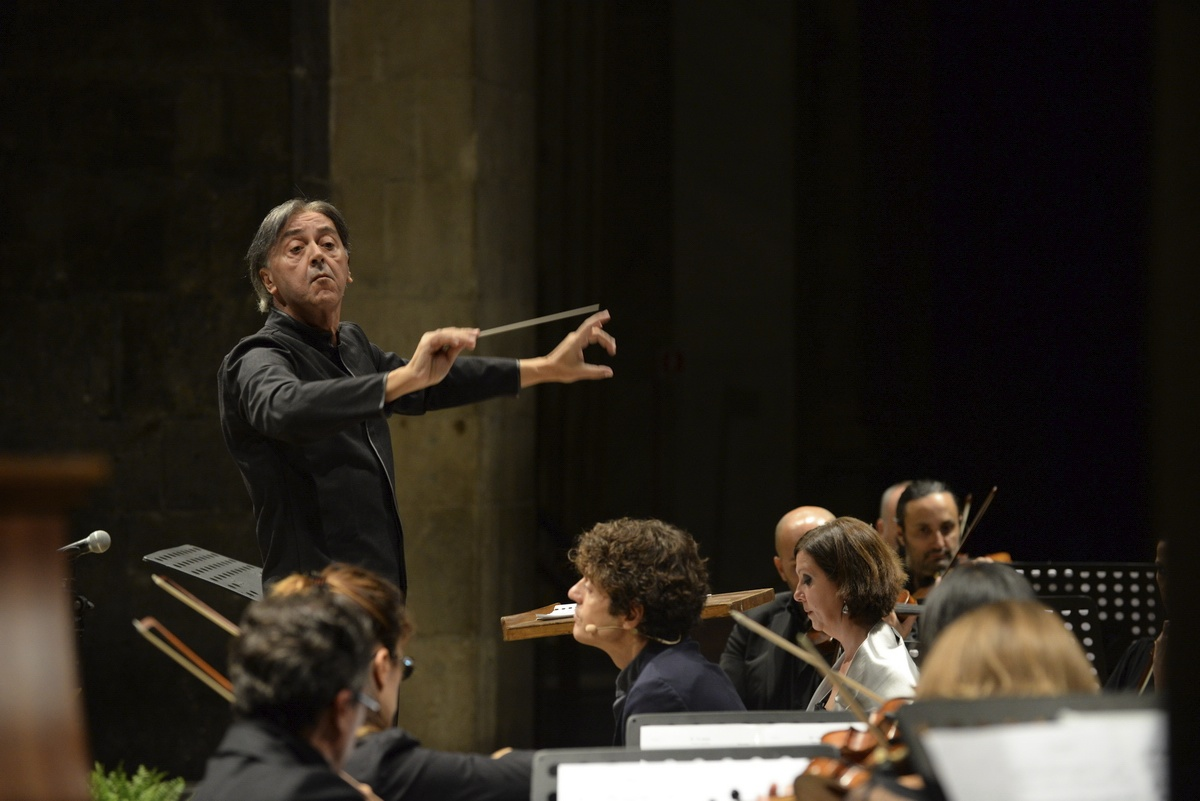
Festival Anima Mundi 2015, Pisa, Cattedrale

Flavio Emilio Scogna (Savona, 16 agosto 1956) è un compositore e direttore d'orchestra italiano.

## Biografia
È stato allievo, tra gli altri di Luciano Berio e Franco Ferrara; con Berio ha poi collaborato come assistente dal 1984 al 1988, anno in cui ha realizzato insieme a lui,  su commissione di Alexander Pereira, una trascrizione di "Wir bauen eine Stadt" di Hindemith rappresentata lo stesso anno al Konzerthaus di Vienna 
Ha composto musica da camera, sinfonica e operistica, tra cui le opere Anton  (Maggio Musicale Fiorentino 1990, Teatro Massimo di Palermo 1987) e La Memoria perduta su libretto della scrittrice Gina Lagorio, opera commissionata dal Teatro dell'Opera di Roma e andata in scena nell'ottobre 2002 con la regia di Pier'Alli 
Nel 1998 è stato invitato dalla RAI a rappresentare l'Italia al Prix Italia  con il lavoro L'Arpa Magica su testo di Edoardo Sanguineti.
Come direttore d'orchestra è impegnato nella diffusione della musica contemporanea (ha diretto prime esecuzioni di molti autori e nel 2006 ha inciso la prima registrazione mondiale dell'opera di Nino Rota I due timidi ) e nella riscoperta di opere del passato, come, per esempio,  composizioni di Pergolesi e Boccherini.
Il suo catalogo discografico comprende registrazioni per RCA Red Seal, Fonit Cetra, Bongiovanni, Tactus, Dynamic e Brilliant Classics.

Ha diretto numerose   orchestre tra cui,  l'Orchestra Sinfonica Nazionale della RAI, l'Orchestra Sinfonica della Radiotelevisione Spagnola (RTVE), l'Orchestra dell'Accademia Nazionale di Santa Cecilia, l'Orchestra del Teatro dell'Opera di Roma, l'Orchestra Sinfonica di Stato Ungherese, l'Orchestre Philharmonique de Nice, l'Orchestre Symphonique et Lyrique de Nancy, l'Orchestra Filarmonica di Kiev, l'Orchestra Filarmonica di Timișoara, l'Icelandic Symphony Orchestra, l'Orchestra Sinfonica Siciliana, L'Orchestra dei Pomeriggi musicali di Milano, la Filarmonica Toscanini di Parma, unitamente ad ensemble quali Alternance di Parigi, l'Accademia Bizantina e l'Ensemble del Teatro alla Scala. Nel 1995, in occasione del centenario della Biennale Musica di Venezia, ha diretto il concerto inaugurale del Festival con l'opera in prima mondiale Quare Tristis di Adriano Guarnieri su testo di Giovanni Raboni  

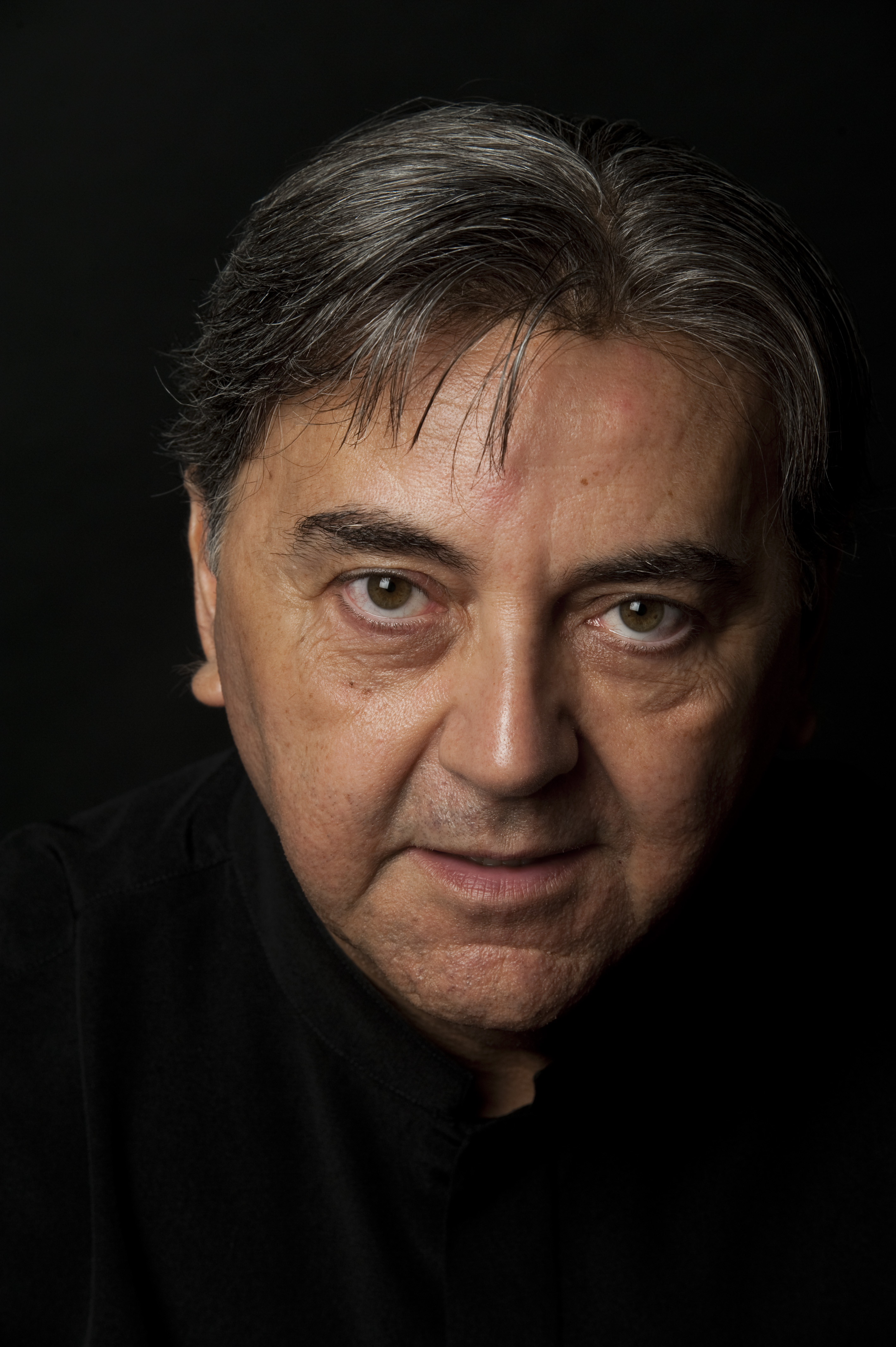
Flavio Emilio Scogna

Tra il 2000 e il 2005 ha collaborato con Luigi Pestalozza per la rassegna Novecentomusica e Musica/Realtà dove ha diretto numerosissime prime esecuzioni dei maggiori compositori viventi, tra cui Giacomo Manzoni, Aldo Clementi, Berio, Franco Donatoni, Luis de Pablo, Ennio Morricone, Adriano Guarnieri e altri.
Nel 2007 ha diretto per l'Accademia Nazionale di Santa Cecilia la prima dell'opera Silvano, Sylvano di Sylvano Bussotti con la regia di Francesco Micheli 
Nel 2011 è stato presentato a Spoleto per il Festival dei due Mondi il suo melologo La realtà su testi Pier Paolo Pasolini con la voce di Claudio Santamaria 
Nel 2019 ha inaugurato il Festival Pergolesi/Spontini con l'opera (in prima assoluta nella versione italiana) di Mario Castelnuovo-Tedesco Aucassin et Nicolette 
Nel 2009 è stato Direttore Principale dell'Orchestra Sinfonica di Bari 
Dal 2006 al 2009 ha collaborato con l'Accademia Nazionale di Santa Cecilia ideando e coordinando un ciclo di concerti dal titolo "Convergenze" e assumendo, allo stesso tempo,  la carica di Direttore dell'Ensemble Contemporaneo dell'Accademia Nazionale di Santa Cecilia 
Nel 2025 il Conservatorio Licinio Refice gli ha attribuito il titolo di Professore Emerito 

## Opere
- Toccata  per chitarra  (1980)
- Contrasti  per flauto e pianoforte   (1980)
- Interludi dialoganti per due chitarre (1981)
- Planc per flauto/ottavino, corno inglese, chitarra, glockenspiel, vibrafono, harmonium e clavicembalo  (1982)
- Due studi per chitarra  (1982)
- Mosaico  per quintetto di fiati  (1982)
- Epigrammi  per flauto in sol, oboe d’amore, tromba, violino e contrabbasso (1982)
- Musica per tre per oboe, clarinetto e fagotto  (1982)
- I profumi della notte  per flauto/ottavino, chitarra, pianoforte e percussione (1983)
- Cadenza  per pianoforte a 4 mani (1983)
- In divenire per clarinetti in sib e clarinetto basso (un solo esecutore)  (1983)
- Canto primo per soprano e pianoforte  (1983)
- Canto secondo per mezzosoprano e pianoforte (1983)
- Canto terzo per baritono e pianoforte   (1983)
- Come in un rondò per flauto, vibrafono e arpa (1983)
- Quadri  per orchestra (1983, rev.1990)
- Arioso per Guillermo per chitarra (1984)
- Incanto per due violini e viola  (1985)
- Come un’onda di luce per oboe, clarinetto, violino, viola e violoncello (1985)
- Cadenza seconda per pianoforte  (1986)
- Sinfonia concertante  per orchestra  (1987)
- Frammento per soprano  e pianoforte  (1987)
- Concertino per gruppo strumentale (19871997)
- Wir bauen eine stadt  per coro di bambini e gruppo strumentale (1987)
- La mar per marimba  (1987)  6’
- Tre invenzioni per pianoforte  (1987)
- Serenata per gruppo strumentale  (1984-88)
- Anton,  azione musicale  (1984-88)  (testi a cura di Claudio Casini e F.E.Scogna)
- Risonanze per quartetto d'archi  (1988)
- Fluxus per orchestra   (1988-1995)
- Verso per flauto, oboe, clarinetto, violino, viola e violoncello
- Alternanze per pianoforte e orchestra da camera. (1988-1995)  1
- Rifrazioni per soprano e orchestra  (1989)  (su testo di Bruno Cagli)
- Capriccio per violoncello (1990)
- Rondò per clarinetto in Sib (1990)
- Duplum per sax contralto in Mib  (1990)
- Prisma per quartetto di sassofoni	(1990)
- Duplex per quartetto di clarinetti  (1990)
- Musica reservata per orchestra d’archi (1990)
- Linee di forza	 per violino   (1990)
- Festa	per orchestra da camera  (1991)
- Salmo XII per due voci e Orchestra  (1991)
- Relazioni  per violoncello, oboe, clarinetto,violino,viola e live electronics  (1991)
- Diaphonia per viola, pianoforte e orchestra d’archi (1991)
- La memoria perduta	 Opera in due atti   (1991/1993)  su libretto di Gina Lagorio
- Trame per tromba in Do (1993)
- Cabaletta per 11 archi   (1993)
- Inno per tromba e organo	(1993)
- Tre partite sopra l’aria di Fiorenza (da Frescobaldi) per orchestra (1994)
- Aulos per oboe (1994)
- Concentus per Orchestra  (1994-1995)
- Postilla per soprano e strumenti    (1996)
- Memorie per voce recitante, violino e midi (1996)
- Notturno italiano per gruppo da camera   (1997)
- Amadeus, mio caro… per orchestra da camera  (1988)
- L’arpa magica per soprano, voce recitante, violino e arpa (1998)
- Discanto  per violino e orchestra (2001)
- Flos  per trio d’archi  (2002)
- Ison per flauto, violino e pianoforte (2003)
- Color  per viola sola (2005)
- Flatlandia  per voce recitante e ensemble (2009)
- La realtà, melologo per voce recitante e ensemble (2011) su testi di Pierpaolo Pasolini

Revisioni:  G. PETRASSI, Grand septuor Suvini-Zerboni S.8503 Z.(2008)

## Discografia parziale
- Scogna, Segnali per sei dimensioni - Scogna/Orchestra Sinfonica della Rai - RCA Sp10088 1982
- Scogna, Incanto - Scogna/Romensemble, RCA Red Seal RL71140 1986
- Scogna, cd monografico- Scogna/Symphonia Perusina/Gruppo Musica d’Oggi - RCA CCD3004 1992
- Morricone, Betta, De Rossi Re, Lauricella - Scogna/OSA - RCA CCD30046
- Pennisi, Achantis - Scogna/Romensemble - RCA RL71138 1986
- Respighi, Suite della tabacchiera - Scogna/Romamusica ensemble - Fonotipia SP109101 1991
- Schnittke, Concerto grosso - Scogna/Ensemble Terzo suono - Dynamic S2030 2000
- Rota, I due timidi/La notte di un nevrastenico - Orch. Filarmonia Veneta Malipiero - Bongiovanni GB2367 2004
- Pergolesi, Stabat Mater - Scogna/Rubortone/Onorati/Orchestra Benedetto Marcello - Tactus TC711603 2006
- Gorecki, Sinfonia n 3 - Scogna/Caiello/Amadeus Orchestra- Curci 010 2005
- Amato, Il principe felice - Scogna/Lavia/Ensemble Strumentale Scaligero - Curci 011 2006
- Boccherini, Stabat Mater - Scogna/Vignudelli/Orchestra Benedetto Marcello - Tactus TC711642 2006
- Rossini, Petite Messe Solennelle -Scogna, Calandra, Onorati, DiFilippo, Battagion, Carbonara, Polimanti, Pavoni/Coro G. Petrassi-Tactus TC791803 2007
- Carrara, Destinazione del sangue- Scogna,Rondoni, Iannone, Fiorino/Nuova Orchestra Scarlatti -Stradivarius str 33841 2009
- Vivaldi, In turbato mare irato - Scogna, Divito/Orchestra Benedetto Marcello- Tactus TC 670002 2011
- Frisina, Passio Caecilae - Scogna,Vignudelli, Sebasti/Nova Amadeus -Brilliant Classics 9405 2013
- De Sica, A life in music - Scogna/Filarmonica Toscanini - Brilliant Classics 94905 2014
- Pergolesi, La Serva padrona - Scogna, Nisi,Benetti/Solisti Liriensi -Tactus Tc711606 2014
- Carrara, Magnificat - Scogna, Guaitoli/Orchestre Symphonique et Lyrique de Nancy - Brilliant 95213 2015
- Bartok,Ghedini,Rota,Hindemith - Scogna/I Solisti Aquilani - Brilliant Classics 95223 2015
- Pergolesi/Tarabella - La serva padrona, Il servo padrone - Scogna, Liuzzi, Di Gioia, Pecchioli Orchestra V. Galilei - Brilliant Classics 95360 2018
- Menotti, The Telephone, The Medium - Scogna, Hetrzberg, Grante, Samsonova-Khayet/Orchestra Filarmonica Italiana - Brilliant Classics 95361 2018

## Onorificenze
[3]

## Riconoscimenti
- Premio Vittorio De Sica 2013 per la Musica Classica [2]
- Premio Cipriani 2025 per la musica classica [12]